# Madelen Janogy
Madelen Fatimma Maria Janogy (* 12. November 1995 in Falköping) ist eine schwedische Fußballnationalspielerin. Sie ist die erste Spielerin mit afrikanischen Wurzeln, die für die schwedische Nationalmannschaft der Frauen spielt. Seit 2024 spielt sie für den AC Florenz.

## Karriere

### Verein
Janogy begann mit 11 Jahren mit dem Fußballspielen. Ab 2010 spielte sie für ihren Heimatverein Falköpings KIK, zunächst in der Söderettan und ab 2013 in der Division 1 Norra Götaland, wo sie in 21 Spielen 32 Tore erzielte. 2014 wechselte sie in der laufenden Saison nach 12 Spielen mit 14 Toren zum Elitettan-Club Mallbackens IF, wo sie in 12 Spielen sechs Tore erzielte und mithalf die Meisterschaft zu gewinnen, womit der Verein ab der Saison 2015 in der ersten Liga spielen konnte. Hier erzielte sie in 21 Spielen zwar nur zwei Tore, der Verein hatte aber am Ende die um ein Tor bessere Tordifferenz als der Zweitletzte und vermied so den direkten Wiederabstieg. 2016 erzielte sie drei Tore mehr, dies reichte aber nicht, um den Abstieg als Tabellenletzter zu vermeiden. Janogy wechselte daraufhin zu Piteå IF, wo sie 2017 in 22 Spielen sieben Tore erzielte und die Saison mit dem Verein als Vierte beendete. 2018 konnte sie zwar in 21 Spielen nur vier Tore erzielen, mit ihrem Verein aber am Saisonende die Meisterschaft feiern. Die Saison 2019 beendete sie mit Piteå auf dem sechsten Platz. In der UEFA Women’s Champions League 2019/20 scheiterte sie mit der Mannschaft im Sechzehntelfinale am dänischen Vizemeister Brøndby IF, da das Heimspiel mit 0:1 verloren wurde und im Auswärtsspiel nur ein 1:1 gelang. Im Januar 2020 wechselte sie zum deutschen Meister VfL Wolfsburg. Dort kam sie aber nur zu einem Einsatz in der zweiten Mannschaft. Im August kehrte sie zu Piteå IF zurück. Nach einer Saison wechselte sie erneut, diesmal zum Aufsteiger Hammarby IF. Mit zehn Toren – ein Viertel der Tore ihrer Mannschaft – war sie zusammen mit einer anderen Spielerin viertbeste Torschützin der Saison und half damit ihrem Verein die Liga zu halten. Ein Jahr später erzielte sie elf Tore und Hammarby schloss die Saison als Fünfter ab.  Am 6. Juni 2023 gewann sie mit Hammarby das Pokalfinale gegen BK Häcken, wobei sie zwei Tore zum 3:0-Sieg beisteuerte. 2023 konnte sie mit Hammarby zudem erstmals die Damallsvenskan gewinnen und war mit zwölf Toren beste Torschützin ihrer Mannschaft. Dabei erzielte sie am letzten Spieltag beim 2:0-Sieg beim IFK Norrköping beide Tore, wodurch ihre Mannschaft eine um ein Tor bessere Tordifferenz als der punktgleiche BK Häcken hatte.
Im Januar 2024 wechselte sie nach Italien zum AC Florenz.

### Nationalmannschaft
Janogy durchlief die schwedischen U-Nationalmannschaften, ohne ein Tor zu erzielen. Am 21. Januar 2019 debütierte sie beim torlosen Remis gegen Südafrika in der schwedischen A-Nationalmannschaft. Sie wurde in Kapstadt in der 61. Minute eingewechselt. Beim Algarve-Cup 2019 hatte sie einen 90-minütigen Einsatz beim 4:1-Sieg gegen die Schweiz.
Am 16. Mai wurde sie auch für die WM nominiert.
Im letzten Testspiel vor der WM gegen Südkorea wurde sie in der 78. Minute eingewechselt und erzielte mit ihrem ersten Länderspieltor in der ersten Minute der Nachspielzeit das einzige Tor des Spiels.
Bei der WM wurde sie in drei Spielen eingewechselt. Im ersten Gruppenspiel gegen Chile erzielte sie in der vierten Minute der Nachspielzeit das Tor zum 2:0-Endstand. Beim 5:1 im zweiten Gruppenspiel kam sie zur zweiten Halbzeit auf den Platz. Als Gruppenzweite erreichten sie die K.-o.-Runde, wo sie im Halbfinale gegen Europameister Niederlande in der 79. Minute eingewechselt wurde. Ihre Mannschaft verlor durch ein Tor in der Verlängerung, konnte dann aber das Spiel um Platz 3 gegen England gewinnen.
In der Qualifikation für die EM 2022  wurde sie dreimal eingesetzt und erzielte zwei Tore. Als Gruppensiegerinnen qualifizierten sich die Schwedinnen für die wegen der COVID-19-Pandemie um ein Jahr verschobene Endrunde. 
Sie wurde auch für die wegen der COVID-19-Pandemie um ein Jahr verschobenen Olympischen Spiele 2020 nominiert. Bei den Spielen wurde sie in den Gruppenspielen und im Viertelfinale gegen Japan eingesetzt. Im ersten Gruppenspiel gegen die USA, die zuvor 44 Spiele nicht verloren hatten, wurde sie nach 75 Minuten beim Stand von 3:0 eingewechselt, im zweiten Gruppenspiel gegen Australien drei Minuten vor dem Spielende. Im dritten Gruppenspiel gegen Neuseeland, als nach den beiden Auftaktsiegen einige Stammspielerinnen geschont wurden, stand sie in der Startelf und erzielte das Tor zum 2:0-Endstand. Im Viertelfinale gegen Japan wurde sie dann noch einmal in der Schlussminute eingewechselt. Am Ende sprang für die Schwedinnen wie 2016 die Silbermedaille heraus, da im finalen Elfmeterschießen vier ihrer Mitspielerinnen ihren Elfmeter nicht verwandeln konnten.
In der erfolgreichen Qualifikation für die WM 2023 hatte sie nur vier Kurzeinsätze. Für die EM 2022 wurde sie nicht nominiert.
Sie wurde für die WM-Endrunde 2023 nominiert und kam in drei der sieben Spiele ihres Teams zum Einsatz. Dabei wurde sie zweimal für Kapitänin Kosovare Asllani in der Schlussphase eingewechselt. Lediglich im dritten Gruppenspiel gegen Argentinien, als einige Stammspielerinnen geschont wurden, stand sie in der Startelf und wurde in der Nachspielzeit ausgewechselt. Durch eine 1:2-Niederlage im Halbfinale gegen die Spanierinnen, verpassten die Schwedinnen das Finale, konnten aber anschließend das Spiel um Platz 3 gegen Australien gewinnen.
Da erstmals das Abschneiden bei der WM für die europäischen Teams nicht entscheidend für die Qualifikation zu den Olympischen Spielen 2024 war, hatten die Schwedinnen, die als Dritte nicht qualifiziert gewesen wären, noch die Chance sich über die UEFA Women’s Nations League 2023/24 für die Spiele in Paris zu qualifizieren. Die Schwedinnen konnten aber nur zwei Spiele gewinnen und verpassten als Gruppendritte nicht nur das Final Four Turnier, bei dem um zwei Olympiatickets gespielt wurde und verpassen damit erstmals die Olympischen Spiele. Zudem mussten sie auch in die Relegation. Hier setzten sie sich aber mit zwei 5:0-Siegen gegen Bosnien-Herzegowina durch, so dass sie in Liga A verbleiben. Janogy kam in den sechs Gruppenspielen und beiden Play-off-Spielen zum Einsatz.
In der Qualifikation für die EM 2025 wurde sie in fünf der sechs Gruppenspiele und den letzten beiden Play-off-Spielen eingesetzt, in denen sich die Schwedinnen für die EM-Endrunde qualifizierten. Am 11. Juni 2025 wurde sie für die EM-Endrunde nominiert. Sie kam in den vier Spielen ihrer Mannschaft zum Einsatz, wobei sie je zweimal aus- und eingewechselt wurde, und schied mit ihr nach einem verlorenen Elfmeterschießen gegen Titelverteidiger England aus. 

## Erfolge
- 2014: Meister der Elitettan (mit Mallbackens IF)
- 2018: Meister der Damallsvenska (mit Piteå IF)
- 2019: Dritte der Weltmeisterschaft
- 2020: Meister (mit VfL Wolfsburg, ohne Einsatz)
- 2020: Pokalsieger (mit VfL Wolfsburg, ohne Einsatz)
- 2021: Silbermedaille bei den Olympischen Spielen
- 2023: Pokalsieger (mit Hammarby IF, zwei Tore im Finale)
- 2023: Meister der Damallsvenska (mit Hammarby IF)

## Privatleben
Madelen wurde in Falköping als Tochter einer schwedischen Mutter und eines aus Mali stammenden Vaters geboren und wie ihre Schwester Victoria nach den Töchtern des schwedischen Königs benannt.